# Heliangelus micraster
Colibri-chama ou helianjo-garganta-de-fogo (Heliangelus micraster) é uma espécie de ave da família Trochilidae (beija-flores).
Pode ser encontrada nos seguintes países: Equador e Peru.
Os seus habitats naturais são: regiões subtropicais ou tropicais húmidas de alta altitude.